# Drużynowe Mistrzostwa Polski na Żużlu 2014
Drużynowe Mistrzostwa Polski na Żużlu 2014 – 67. edycja Drużynowych Mistrzostw Polski, organizowanych przez Polski Związek Motorowy.

## Speedway Ekstraliga

### Faza zasadnicza
| Poz. | Klub                                  | M  | Pkt. | Z  | R | P  | Bon | +/−  |
| ---- | ------------------------------------- | -- | ---- | -- | - | -- | --- | ---- |
| 1    | Grupa Azoty Unia Tarnów               | 14 | 32   | 12 | 1 | 1  | 7   | +240 |
| 2    | Stal Gorzów Wlkp.                     | 14 | 24   | 9  | 1 | 4  | 5   | +113 |
| 3    | Spar Falubaz Zielona Góra (m)         | 14 | 20   | 8  | 1 | 5  | 3   | +102 |
| 4    | Fogo Unia Leszno                      | 14 | 19   | 7  | 2 | 5  | 3   | +35  |
| 5    | Unibax Toruń                          | 14 | 15   | 9  | 0 | 5  | 5   | +136 |
| 6    | Betard Sparta Wrocław                 | 14 | 10   | 3  | 1 | 10 | 3   | –102 |
| 7    | Kantoronline.pl Włókniarz Częstochowa | 14 | 7    | 3  | 0 | 11 | 1   | –147 |
| 8    | Renault Zdunek Wybrzeże Gdańsk (b)    | 14 | 4    | 2  | 0 | 12 | 0   | –377 |

### Faza półfinałowa
|          | Zespół 1.               |    | Zespół 2.                 | 1. runda | 2. runda |
| -------- | ----------------------- | -- | ------------------------- | -------- | -------- |
| Msc. 1-4 | Grupa Azoty Unia Tarnów | vs | Unia Leszno               | 40:50    | 42:48    |
| Msc. 1-4 | Stal Gorzów Wlkp.       | vs | Spar Falubaz Zielona Góra | 41:49    | 62:28    |

### Faza finałowa
|          | Zespół 1.                             |    | Zespół 2.                 | 1. runda | 2. runda |
| -------- | ------------------------------------- | -- | ------------------------- | -------- | -------- |
| Finał    | Stal Gorzów Wlkp.                     | vs | Unia Leszno               | 44:46    | 49:41    |
| Msc. 3-4 | Grupa Azoty Unia Tarnów               | vs | Spar Falubaz Zielona Góra | 43:47    | 63:27    |
| Baraż    | Kantoronline.pl Włókniarz Częstochowa | vs | Orzeł Łódź                | odwołane | odwołane |

### Tabela końcowa

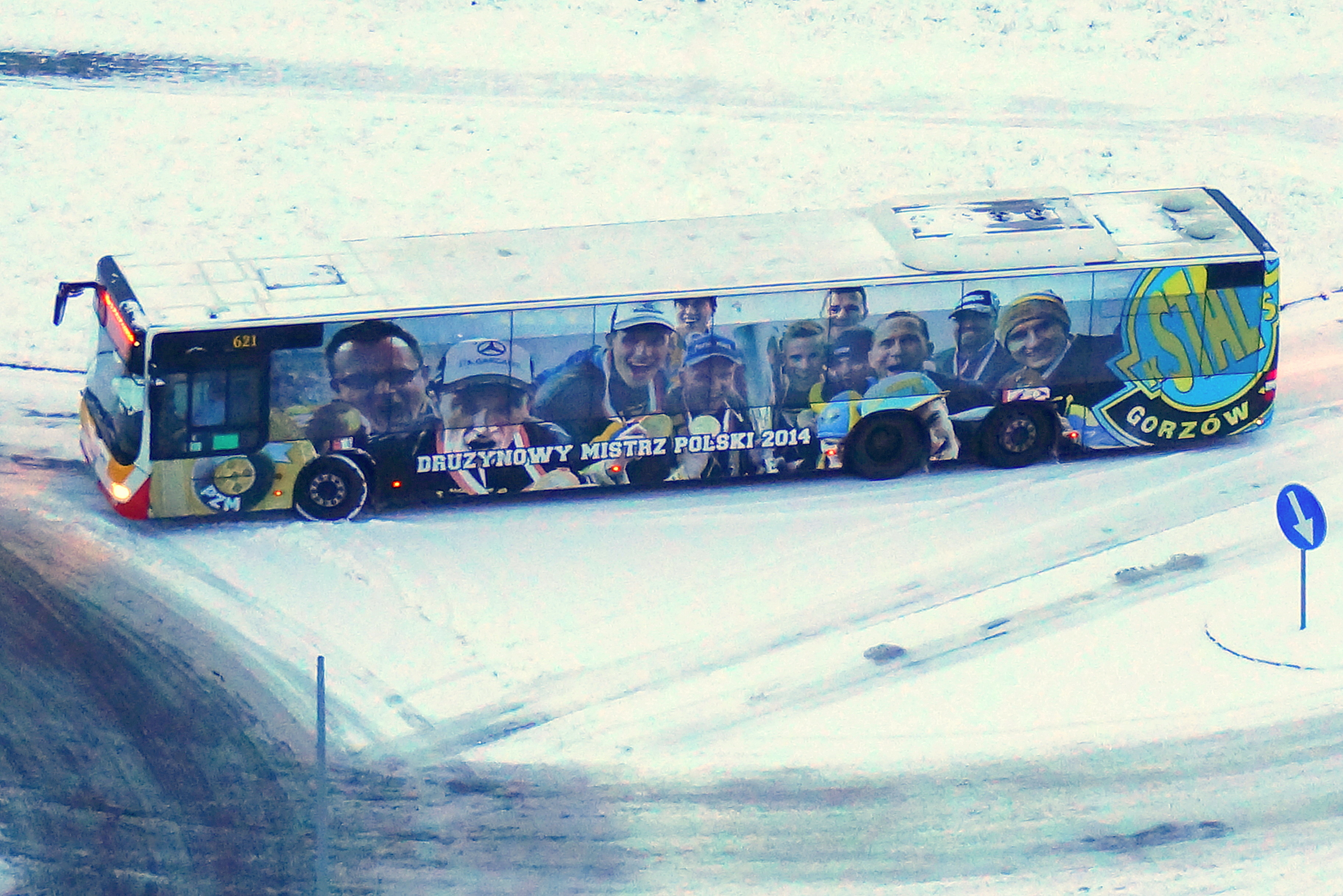
Uczczenie Mistrza Polski wystrojem gorzowskich autobusów komunikacji miejskiej

| Poz. | Klub                                  |
| ---- | ------------------------------------- |
| 1    | Stal Gorzów Wlkp.                     |
| 2    | Unia Leszno                           |
| 3    | Grupa Azoty Unia Tarnów               |
| 4    | Stelmet Falubaz Zielona Góra          |
| 5    | Unibax Toruń                          |
| 6    | Betard Sparta Wrocław                 |
| 7    | Kantoronline.pl Włókniarz Częstochowa |
| 8    | Renault Zdunek Wybrzeże Gdańsk        |

## Nice Polska Liga Żużlowa

### Faza zasadnicza

#### Tabela
| Msc | Drużyna                | M. | Z. | R. | P. | Pkt | Bon | Razem | +/–  |
| --- | ---------------------- | -- | -- | -- | -- | --- | --- | ----- | ---- |
| 1   | PGE Marma Rzeszów      | 14 | 8  | 1  | 5  | 17  | 7   | 24    | +158 |
| 2   | GKM Grudziądz          | 14 | 9  | 0  | 5  | 18  | 5   | 23    | +46  |
| 3   | Orzeł Łódź             | 14 | 7  | 1  | 6  | 15  | 4   | 19    | +61  |
| 4   | Carbon Start Gniezno   | 14 | 8  | 0  | 6  | 16  | 1   | 17    | -64  |
| 5   | Polonia Bydgoszcz      | 14 | 6  | 0  | 8  | 12  | 4   | 16    | -2   |
| 6   | SK Lokomotīve Dyneburg | 14 | 6  | 1  | 7  | 12  | 3   | 16    | -64  |
| 7   | ŻKS ROW Rybnik         | 14 | 6  | 1  | 7  | 13  | 2   | 15    | -60  |
| 8   | KMŻ Lublin             | 14 | 3  | 2  | 9  | 8   | 1   | 9     | -75  |

M. – liczba meczów, Z. – liczba zwycięstw, R. – liczba remisów, P. – liczba porażek,
Pkt. – liczba punktów, Bon. – liczba bonusów, Razem – suma Pkt. i Bon.,
+/– – różnica między zdobytymi i straconymi punktami biegowymi.

### Play-Off

#### Półfinały
| Data             | Gospodarz            | Wynik | Gość                 | Uwagi                                |
| ---------------- | -------------------- | ----- | -------------------- | ------------------------------------ |
| 14 września 2014 | Carbon Start Gniezno | 34:56 | PGE Marma Rzeszów    |                                      |
| 14 września 2014 | Orzeł Łódź           | 48:42 | GKM Grudziądz        |                                      |
| 24 września 2014 | GKM Grudziądz        | 47:43 | Orzeł Łódź           | Wynik dwumeczu – 91:89 dla Łodzi     |
| 25 września 2014 | PGE Marma Rzeszów    | 61:28 | Carbon Start Gniezno | Wynik dwumeczu – 117:62 dla Rzeszowa |

#### Finał
| Data                | Gospodarz         | Wynik | Gość              | Uwagi                               |
| ------------------- | ----------------- | ----- | ----------------- | ----------------------------------- |
| 28 września 2014    | Orzeł Łódź        | 48:42 | PGE Marma Rzeszów |                                     |
| 5 października 2014 | PGE Marma Rzeszów | 55:35 | Orzeł Łódź        | Wynik dwumeczu – 97:83 dla Rzeszowa |

## Polska 2. Liga Żużlowa

### Faza zasadnicza

#### Tabela
| Msc | Drużyna                             | M. | Z. | R. | P. | Pkt | Bon | Razem | +/–  |
| --- | ----------------------------------- | -- | -- | -- | -- | --- | --- | ----- | ---- |
| 1   | MDM Komputery Ostrovia Ostrów Wlkp. | 10 | 9  | 0  | 1  | 18  | 5   | 23    | +142 |
| 2   | Speedway Wanda Instal Kraków        | 10 | 7  | 0  | 3  | 14  | 4   | 18    | +85  |
| 3   | KSM Krosno                          | 10 | 6  | 1  | 3  | 13  | 3   | 16    | +72  |
| 4   | Victoria Piła                       | 10 | 4  | 1  | 5  | 9   | 2   | 11    | -27  |
| 5   | Kolejarz Rawag Intermarche Rawicz   | 10 | 2  | 0  | 8  | 4   | 1   | 5     | -100 |
| 6   | Kolejarz Opole                      | 10 | 1  | 0  | 9  | 2   | 0   | 2     | -172 |

M. – liczba meczów, Z. – liczba zwycięstw, R. – liczba remisów, P. – liczba porażek,
Pkt. – liczba punktów, Bon. – liczba bonusów, Razem – suma Pkt. i Bon.,
+/– – różnica między zdobytymi i straconymi punktami biegowymi.

### Play-Off

#### Półfinały
| Data             | Gospodarz                           | Wynik | Gość                                | Uwagi                                     |
| ---------------- | ----------------------------------- | ----- | ----------------------------------- | ----------------------------------------- |
| 14 września 2014 | Victoria Piła                       | 51:39 | MDM Komputery Ostrovia Ostrów Wlkp. |                                           |
| 14 września 2014 | KSM Krosno                          | 42:48 | Speedway Wanda Instal Kraków        |                                           |
| 21 września 2014 | Speedway Wanda Instal Kraków        | 62:28 | KSM Krosno                          | Wynik dwumeczu – 110:70 dla Krakowa       |
| 21 września 2014 | MDM Komputery Ostrovia Ostrów Wlkp. | 65:25 | Victoria Piła                       | Wynik dwumeczu – 104:76 dla Ostrowa Wlkp. |

#### Finał
| Data                 | Gospodarz                           | Wynik | Gość                                | Uwagi                                    |
| -------------------- | ----------------------------------- | ----- | ----------------------------------- | ---------------------------------------- |
| 28 września 2014     | Speedway Wanda Instal Kraków        | 54:36 | MDM Komputery Ostrovia Ostrów Wlkp. |                                          |
| 16 października 2014 | MDM Komputery Ostrovia Ostrów Wlkp. | 61:28 | Speedway Wanda Instal Kraków        | Wynik dwumeczu – 97:82 dla Ostrowa Wlkp. |